# Cameron Mathison
Cameron Arthur Mathison (Sarnia, Ontario; 25 de agosto de 1969) es un actor y presentador canadiense, más conocido por haber interpretado a Ryan Lavery en la serie All My Children y actualmente por aparecer como presentador del programa Entertainment Tonight.

## Biografía
Cameron es el menor de dos hermanos, su hermano mayor es Scott Mathison.
De joven fue diagnosticado con la enfermedad de Perthes, usó por casi cuatro años un aparato ortopédico en sus piernas para corregirlo.
Es buen amigo de la actriz Rebecca Budig y del escritor y actor Andrew Miller.
El 27 de julio de 2002 se casó con la modelo Vanessa Marie Arévalo, con quien tiene dos hijos: Lucas Arthur Mathison (20 de abril de 2003) y Leila Mathison (7 de julio de 2006).

## Carrera
El 12 de enero de 1998, se unió al elenco principal de la serie All My Children, donde interpretó al empresario Ryan Aloysius Lavery hasta el final de la serie el 23 de septiembre de 2011. En 2006 apareció en un comercial para "Youthful Essence", kit de microdermoabrasión personal. En 2007 apareció en un comercial para el "Malibu Pilates", una silla fitness. Entre 2009 y 2010 interpretó al doctor Dan en el comercial para la televisión del detergente de ropa "Cheer".
En 2012 apareció como invitado en un episodio de la serie Desperate Housewives, donde interpretó a Greg. El 5 de abril de 2015, se unió a Entertainment Tonight como corresponsal de tiempo completo y copresentador durante los fines de semana.

## Filmografía

### Series de televisión
| Año       | Título                         | Personaje            | Notas                                    |
| --------- | ------------------------------ | -------------------- | ---------------------------------------- |
| 2014      | The Exes                       | Rob                  | episodio "Oh Brother Here Art Thou"      |
| 2013      | Hot in Cleveland               | Bill                 | episodio "The Anger Games"               |
| 2012      | Drop Dead Diva                 | Jonah Pierce         | episodio "Pick's & Pakes"                |
| 2012      | Desperate Housewives           | Greg                 | episodio "What's the Good of Being Good" |
| 1998-2011 | All My Children                | Ryan Lavery          | 1,075 episodios                          |
| 2011      | Castle                         | Vince Powers         | episodio "One Life to Lose"              |
| 2004      | Hope & Faith                   | Dillon Sawyer        | 3 episodios                              |
| 2003      | What I Like About You          | Noah                 | episodio "The Fix Up"                    |
| 2003      | JAG                            | Lt. Stanley Mitchell | episodio "Empty Quiver"                  |
| 2003      | CSI: Crime Scene Investigation | Danny Pasqualle      | episodio "Recipe for Murder"             |
| 2002      | The Drew Carey Show            | Kirk                 | episodio "Kate's Wedding"                |
| 2002      | The Job                        | Brad                 | episodio "Telescope"                     |
| 1997      | F/X: The Series                | Hombre en Mascará    | episodio "House of Horrors"              |

### Películas
| Año  | Título                                             | Personaje       | Notas                                                                            |
| ---- | -------------------------------------------------- | --------------- | -------------------------------------------------------------------------------- |
| 2017 | Un hogar en Mitford                                | Tim Kavanaugh   | junto a Andie MacDowell, Ken Tremblett y David James Lewis                       |
| 2016 | Murder She Baked: A Plum Pudding Murder Mystery    | Mike Kingston   | junto a Alison Sweeney, Gabriel Hogan, Barbara Niven, Lisa Durupt y Toby Levins  |
| 2015 | Murder, She Baked: A Chocolate Chip Cookie Mystery | Mike Kingston   | junto a Alison Sweeney, Jason Cermak, Lisa Durupt, Toby Levins y Juliana Wimbles |
| 2014 | Along Came a Nanny                                 | Det. Mike Logan | junto a Sarah Lancaster, Brendan Penny, Tom McBeath, Leah Cairns y Lane Edwards  |

### Presentador y apariciones
| Año                      | Programa                                                         | Notas                                         |
| ------------------------ | ---------------------------------------------------------------- | --------------------------------------------- |
| 2007-2008, 2014-presente | Entertainment Tonight                                            | 164 episodios - co-presentador y corresponsal |
| 2015                     | Game of Homes                                                    | 8 episodios - presentador                     |
| 2015                     | Cameron's House Rules                                            | 5 episodios - presentador                     |
| 2015                     | The Chase                                                        | episodio # 5.2 - concursante                  |
| 2014-2015                | Celebrity Name Game                                              | 4 episodios                                   |
| 2007, 2010-2015          | Good Morning America                                             | 46 episodios - contribuidor especial          |
| 2012-2014                | Good Morning America Weekend Edition                             | 3 episodios - contribuidor especial           |
| 2003-2009, 2013-2014     | The View                                                         | 11 episodios - co-presentador                 |
| 2013                     | Neal and Michaele: The Winter Wonderland Wedding and Music Event | presentador                                   |
| 2013                     | Kris                                                             | co-presentador                                |
| 2012                     | Good Afternoon America                                           | episodio # 1.3 - contribuidor                 |
| 2007-2009                | Dancing with the Stars                                           | 21 episodios                                  |
| 2005-2008                | Live with Regis and Kathie Lee                                   | 5 episodios - co-presentador                  |
| 2008                     | Your Place or Mine?                                              | 6 episodios - presentador                     |
| 2005-2007                | I Wanna Be a Soap Star                                           | 22 episodios - presentador                    |
| 2003-2006                | SoapTalk                                                         | 5 episodios - presentador invitado            |
| 2005                     | Soapnet Reveals ABC Soap Secrets                                 | presentador                                   |
| 1998, 2000-2002          | The Rosie O'Donnell Show                                         | 5 episodios                                   |

## Premios y nominaciones
| Año  | Categoría                                                                                   | Premio                  | Serie                            | Resultado |
| ---- | ------------------------------------------------------------------------------------------- | ----------------------- | -------------------------------- | --------- |
| 2006 | Outstanding Special Class Special (junto a Steve Kroopnick, Stu Schreiberg, Judy Meyers...) | Daytime Emmy Award      | SOAPnet Reveals ABC Soap Secrets | Nominados |
| 2005 | Outstanding Supporting Actor in a Drama Series                                              | Daytime Emmy Award      | All My Children                  | Nominado  |
| 2005 | Irresistable Combination (junto a Rebecca Budig )                                           | Special Fan Award       | All My Children                  | Nominados |
| 2002 | Outstanding Supporting Actor in a Drama Series                                              | Daytime Emmy Award      | All My Children                  | Nominado  |
| 2001 | Outstanding Hero                                                                            | Soap Opera Digest Award | All My Children                  | Nominado  |
| 1999 | Outstanding Male Newcomer                                                                   | Soap Opera Digest Award | All My Children                  | Ganador   |